# Agelena tungchis
Agelena tungchis är en spindelart som beskrevs av Lee 1998. Agelena tungchis ingår i släktet Agelena och familjen trattspindlar.
Artens utbredningsområde är Taiwan. Inga underarter finns listade i Catalogue of Life.